# M40 (Groot-Brittannië)
De M40 is een autosnelweg in Engeland, de weg loopt vanaf de M25, de ring van Londen, tot de M42 de ring van Birmingham.
De weg is 143,2 kilometer lang en loopt in noordoost-zuidwestelijke richting.
De Europese weg 5 loopt over een gedeelte over de M40.
Groot-Brittannië:
M1 · M2 · M3 · M4 · M5 · M6 · M6 Toll · M8 · M9 · M10 · M11 · M18 · M20 · M23 · M25 · M26 · M27 · M32 · M40 · M42 · M45 · M48 · M49 · M50 · M53 · M54 · M55 · M56 · M57 · M58 · M60 · M61 · M62 · M65 · M66 · M67 · M69 · M73 · M74 · M77 · M80 · M90 · M180 · M181 · M271 · M275 · M602 · M606 · M621 · M876 · M898
A1(M) · A3(M) · A38(M) · A48(M) · A57(M) · A58(M) · A64(M) · A66(M) · A74(M) · A167(M) · A194(M) · A308(M) · A329(M) · A404(M) · A601(M) · A627(M) · A823(M)
Noord-Ierland:
M1 · M2 · M3 · M5 · M12 · M22 · A8(M)